# شهروند درجه دو
شهروند درجه دو (انگلیسی: Second-class citizen) فردی است که به رغم اسم صوری خود به عنوان یک شهروند یا داشتن اقامت قانونی، به‌طور سیستماتیک در یک کشور، حوزه قضایی یا سایر ادارات سیاسی آن کشور مورد تبعیض قرار می‌گیرد. حال آنکه نه برده‌است، نه غیرقانونی و نه بزهکار. شهروندان درجه دوم دارای حقوق قانونی محدود، حقوق مدنی و فرصت‌های اجتماعی-اقتصادی هستند و اغلب در معرض بدرفتاری یا حذف نسبت به درجه یک‌ها قرار می‌گیرند. با این حال، آن‌ها از «کسی که تمام شهروند نشده» متفاوت هستند، زیرا شهروندان درجه دوم اغلب به لحاظ قانون نادیده گرفته می‌شوند یا مورد آزار و اذیت قرار می‌گیرند (نسبت به موارد سوء رفتار پلیس و پیش‌داوری نژادی). سیستم‌هایی که عمدتاً از موقعیت شهروندان درجه دوم برخوردارند عموماً از مصادیق نقض حقوق بشر محسوب می‌شوند.

## وضعیت عام
محدودیت‌های شهروندان درجه دوم عبارت از موارد زیر است:
- عدم رعایت (فقدان یا از دست دادن حق رای)
- محدودیت‌های خدمات شهری یا نظامی
- محدودیت در زبان، مذهب، آموزش
- عدم آزادی حرکت و ارتباط
- محدودیت در مالکیت سلاح
- محدودیت در ازدواج
- محدودیت در هویت جنسی و بیان
- محدودیت در مسکن
- محدودیت مالکیت ملک خصوصی

## دسته‌بندی
- این دسته‌بندی به‌طور معمول غیررسمی و اغلب دانشگاهی است و به طورکلی اصطلاحاً به عنوان یک ضعف به آن نگاه می‌شود و دولت‌ها به‌طور معمول، وجود شهروند درجه دو در داخل کشور را تکذیب می‌کنند. به عنوان یک طبقه غیررسمی، به‌طور عینی شهروندی درجه دوم مورد سنجش قرار نمی‌گیرد؛ با این حال، مواردی مانند جنوب آمریکا که تبعیض نژادی وجود دارد یا بومیان در استرالیا قبل از سال ۱۹۶۷، آپارتاید در آفریقای جنوبی، زنان عربستان سعودی تحت قانون سعودی، دالیت‌ها که در هند و نپال درآئین هندو نجس خوانده می‌شوند و کلیساهای کاتولیک رم در ایرلند شمالی در دوران مجلس، نمونه‌های کاملی هستند از گروه‌هایی که به لحاظ تاریخی به عنوان شهروند درجه دوم شناخته می‌شوند.[۵][۶][۷]
- ساکن خارجی یا ملیت خارجی و کودکان به‌طور کلی، متناسب با بیشتر تعاریف شهروند درجه دوم محسوب می‌شوند. این بدان معنا نیست که از حمایت قانونی برخوردار نباشند و همچنین مردم محلی آن‌ها را نپذیرند. یک شهروند طبیعی دارای حقوق و مسئولیت‌های مشابه یا همانند هر شهروند دیگر است (یک استثنا ممکن است برای عدم صلاحیت برخی ادارات دولتی وجود داشته باشد)، و همچنین از نظر قانونی از وی محافظت می‌شود.[۸][۹][۱۰]